# العلاقات الفلبينية التوفالية
العلاقات الفلبينية التوفالية هي العلاقات الثنائية التي تجمع بين الفلبين وتوفالو.

## مقارنة بين البلدين
هذه مقارنة عامة ومرجعية للدولتين:
| وجه المقارنة                                              | الفلبين                       | توفالو                         |
| --------------------------------------------------------- | ----------------------------- | ------------------------------ |
| المساحة (كم2)                                             | 343.45 ألف                    | 26                             |
| عدد السكان (نسمة)                                         | 104.92 مليون                  | 11.19 ألف                      |
| الكثافة السكانية (ن./كم²)                                 | 305.49                        | 43.04 ألف                      |
| العاصمة                                                   | مانيلا                        | فونافوتي                       |
| اللغة الرسمية                                             | اللغة الفلبينية، لغة إنجليزية | اللغة التوفالوية، لغة إنجليزية |
| العملة                                                    | بيسو فلبيني                   | دولار توفالو                   |
| الناتج المحلي الإجمالي (بليون دولار)                      | 313.60 مليار                  | 39.73 مليون                    |
| الناتج المحلي الإجمالي (تعادل القوة الشرائية) بليون دولار | 743.90 مليار                  | 38.93 مليون                    |
| الناتج المحلي الإجمالي الاسمي للفرد دولار أمريكي          | 2.90 ألف                      | 3.29 ألف                       |
| الناتج المحلي الإجمالي للفرد دولار أمريكي                 | 7.39 ألف                      | 3.77 ألف                       |
| مؤشر التنمية البشرية                                      | 0.668                         |                                |
| رمز المكالمات الدولي                                      | +63                           | +688                           |
| رمز الإنترنت                                              | .ph                           | .tv                            |
| المنطقة الزمنية                                           | توقيت الفلبين                 | ت ع م+12:00                    |

## منظمات دولية مشتركة
يشترك البلدان في عضوية مجموعة من المنظمات الدولية، منها:
| علم المنظمة | اسم المنظمة                   | تاريخ انضمام الفلبين | تاريخ انضمام توفالو |
| ----------- | ----------------------------- | -------------------- | ------------------- |
|             | منظمة حظر الأسلحة الكيميائية  | ?                    | ?                   |
|             | الأمم المتحدة                 | 24 أكتوبر 1945       | 5 سبتمبر 2000       |
|             | يونسكو                        | 21 نوفمبر 1946       | 21 أكتوبر 1991      |
|             | مؤسسة التنمية الدولية         | 28 أكتوبر 1960       | 24 يونيو 2010       |
|             | بنك التنمية الآسيوي           | 1966                 | 1993                |
|             | البنك الدولي للإنشاء والتعمير | 27 ديسمبر 1945       | 24 يونيو 2010       |
|             | الاتحاد البريدي العالمي       | ?                    | ?                   |
|             | الاتحاد الدولي للاتصالات      | 25 مايو 1912         | 15 أغسطس 1996       |

## وصلات خارجية
- موقع وزارة الخارجية الفلبينية